# Ospiti
Ospiti è un film del 1998 diretto da Matteo Garrone.

## Trama
Gheni e Gherti, due giovani immigrati albanesi che vivono a Roma e lavorano in un ristorante, si stabiliscono in casa del fotografo Corrado, che fa amicizia con il primo. In una città torrida e svuotata per le vacanze estive Gherti, più irrequieto, lega con Lino, anziano sardo che ogni giorno accompagna per la città la moglie malata di mente. Gheni invece continua la sua piccola "scalata" nel ristorante e rafforza la sua amicizia con Corrado.